# فولی (آلاباما)
فولی (به انگلیسی: Foley) شهری در شهرستان بالدوین ایالت آلاباما است که مساحت آن ۶۷٫۰۷ کیلومتر مربع است و در سرشماری سال ۲۰۱۰ میلادی، ۱۴٬۶۱۸ نفر جمعیت داشته و تراکم جمعیتی آن، ۲۱۷٫۹۵ نفر در هر کیلومتر مربع بوده است.

## نگارخانه

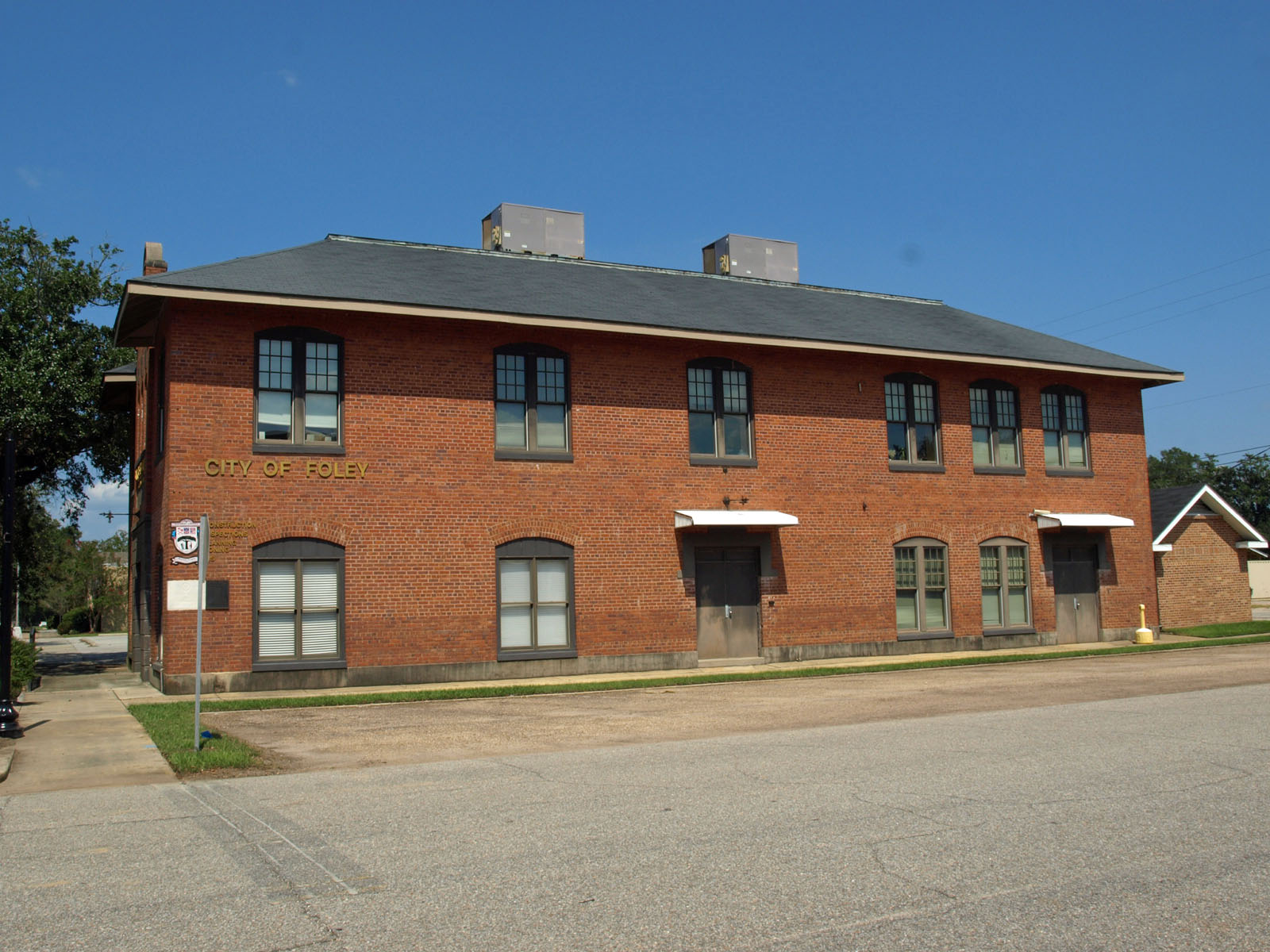
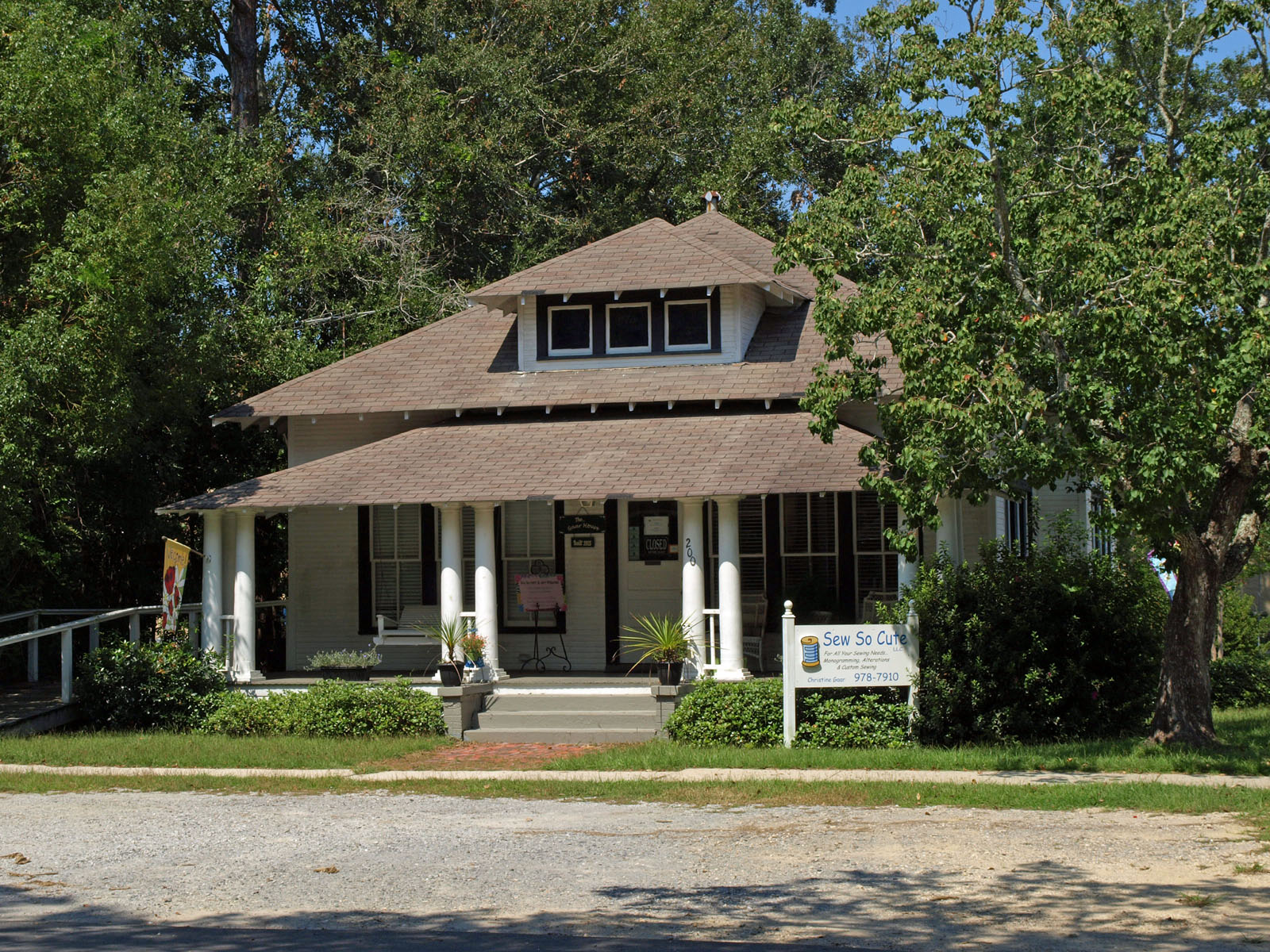
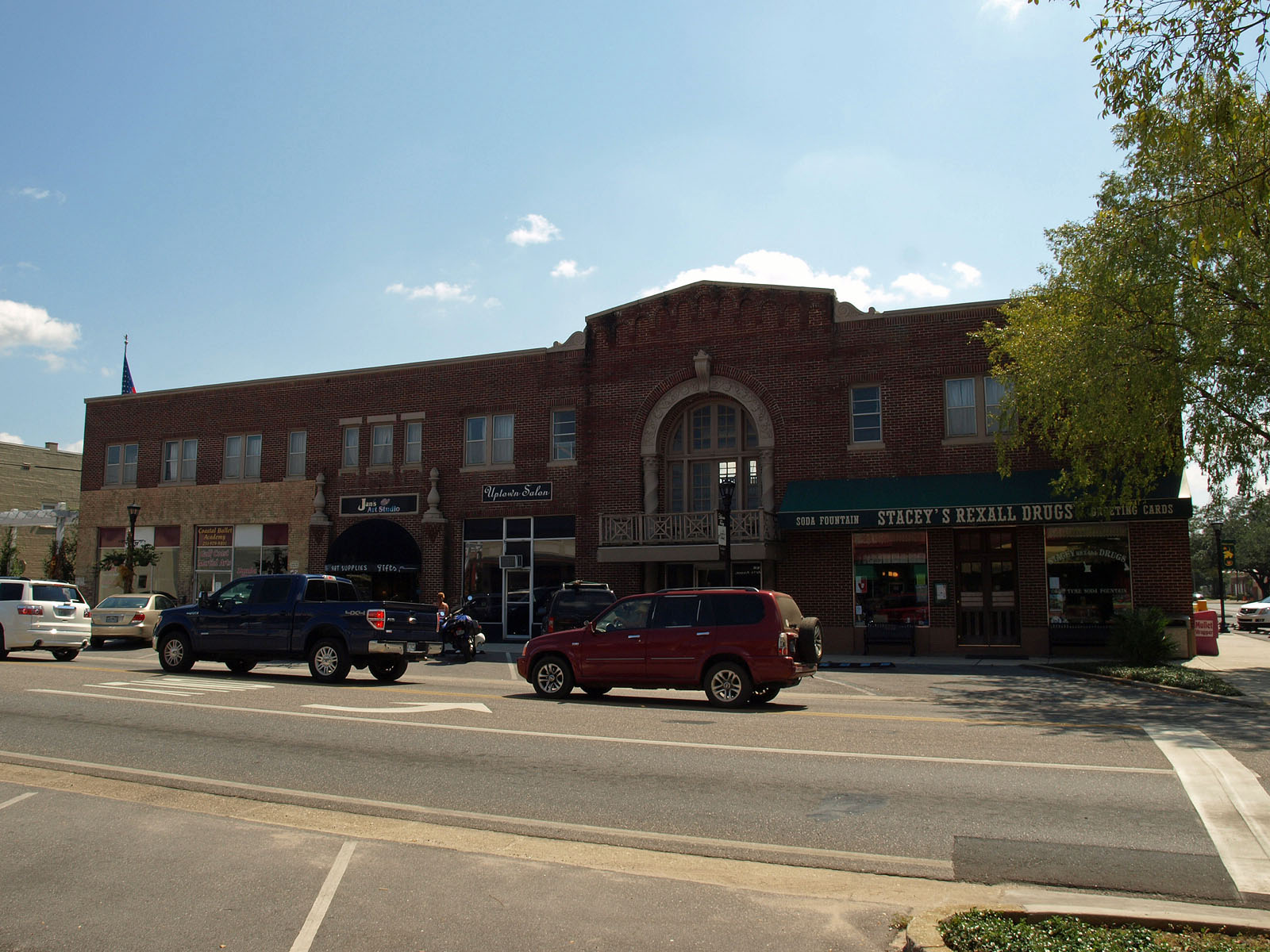
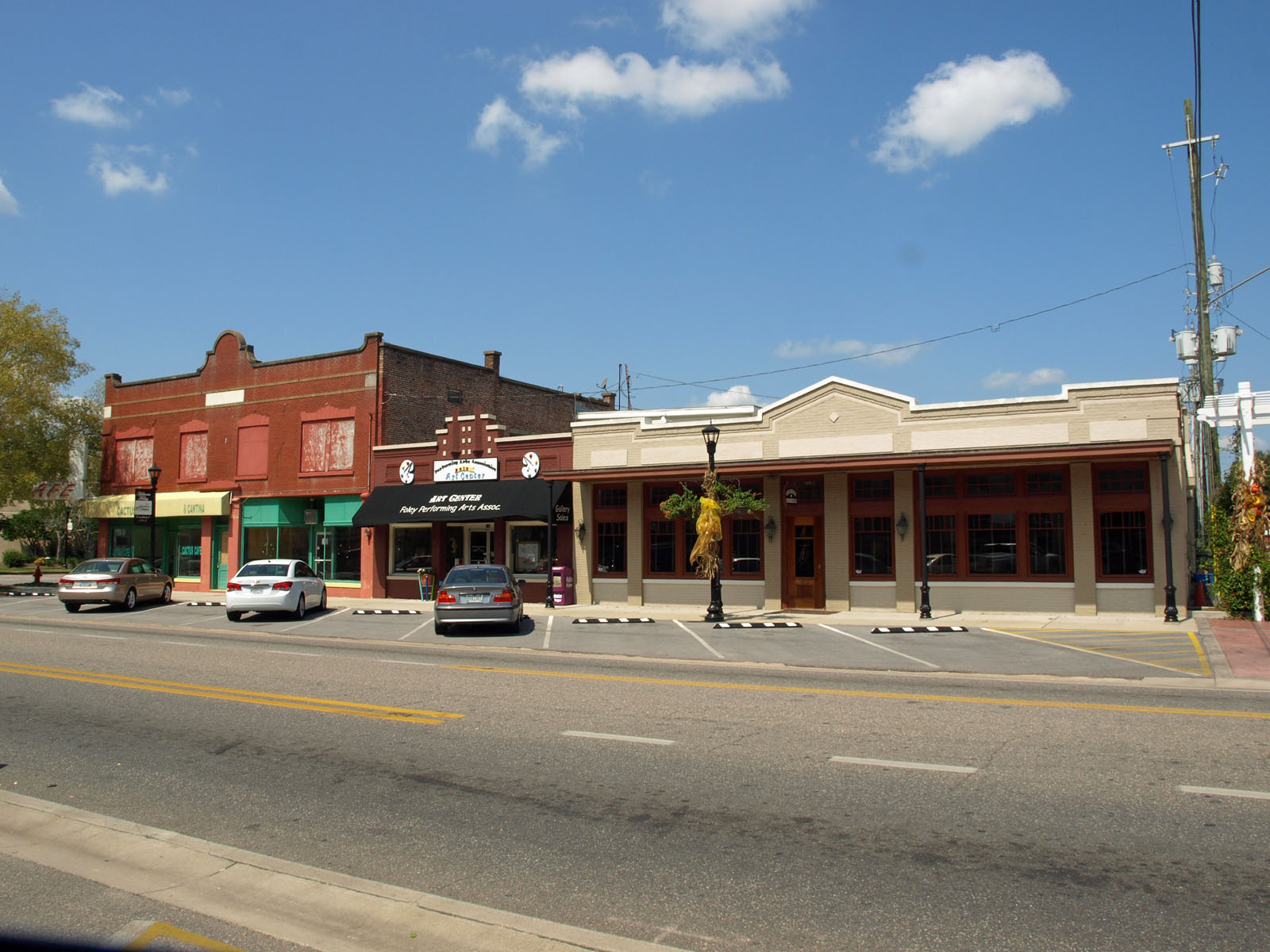
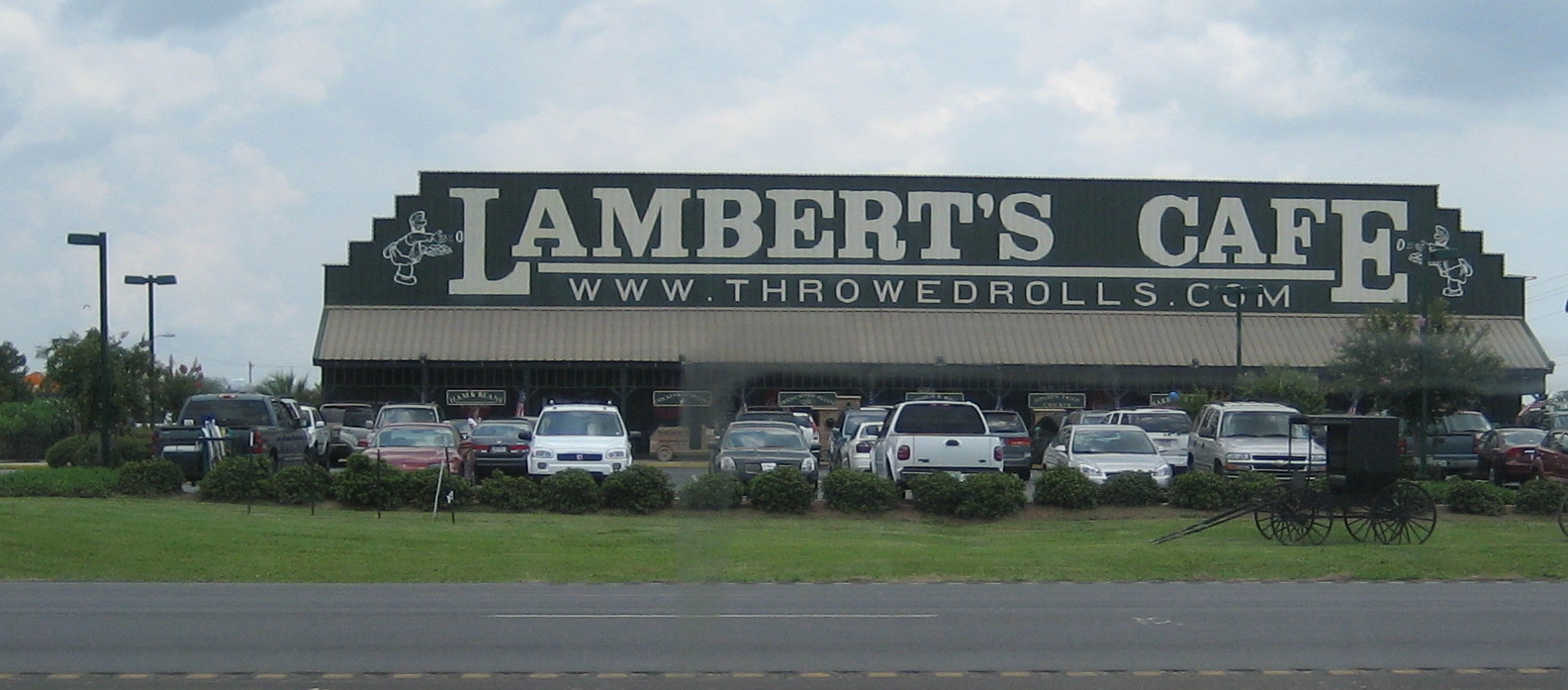
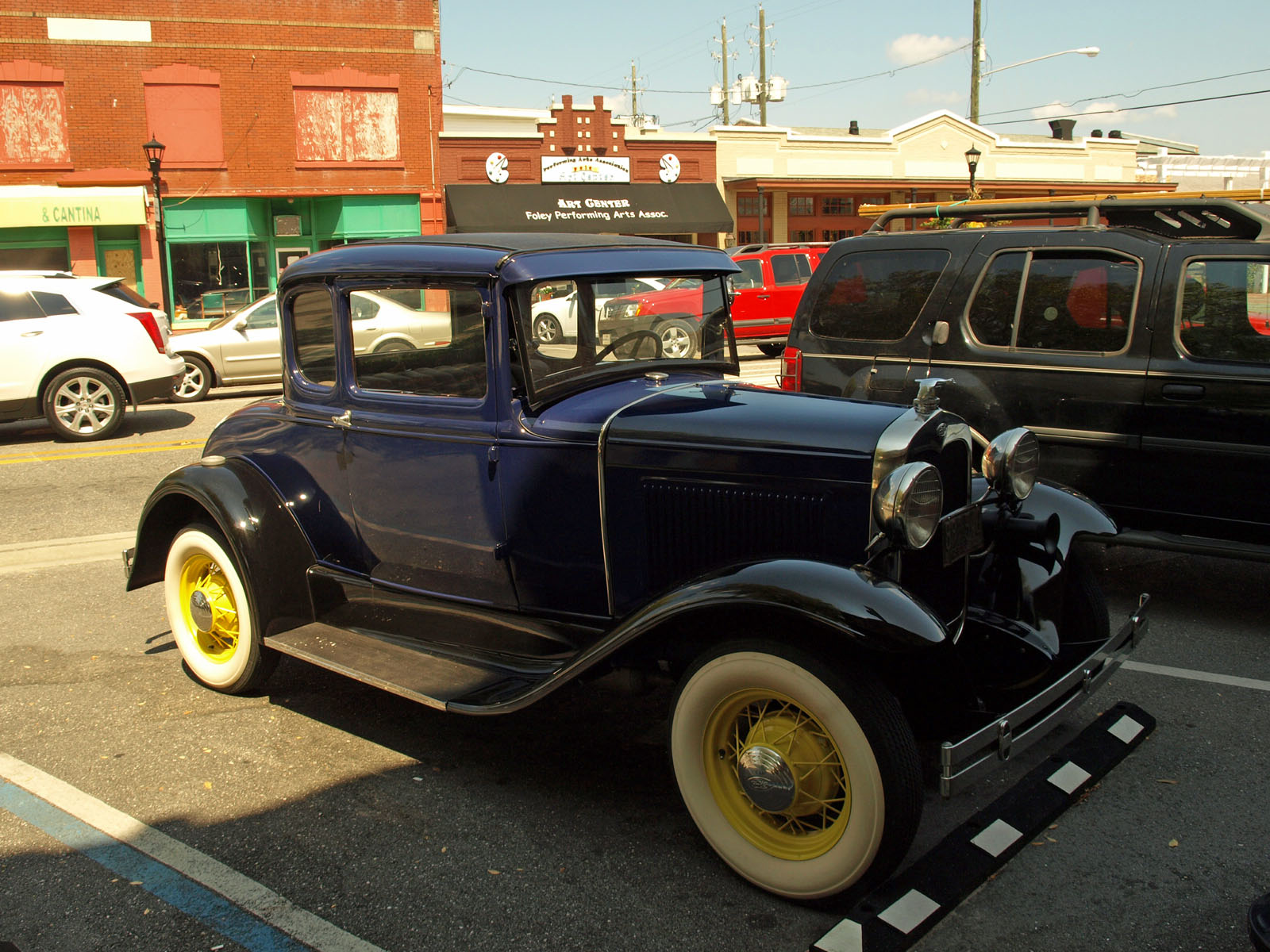